# Казаченко Андрій Володимирович
Андрі́й Володи́мирович Казаченко ( нар. 27 лютого 1979) — солдат Збройних сил України, учасник російсько-української війни.

## З життєпису
Проживав у місті Бердичів, займався ремонтом машин.
Під час обстрілу 14 серпня 2014-го під Амвросіївкою терористами дивом вижив, однак втратив ногу — лікарям довелося ампутувати із частиною тазової кістки. На його одужання 5 місяців очікували дружина та двоє дітей.
Станом на 12 травня 2015-го перебував на протезуванні в німецькому місті Дудерштадт.
На виборах до Житомирської обласної ради 2015 року балотувався від Радикальної партії Олега Ляшка. На час виборів проживав у Бердичеві, тимчасово не працював.

## Нагороди
За особисту мужність і героїзм, виявлені у захисті державного суверенітету та територіальної цілісності України, вірність військовій присязі під час російсько-української війни нагороджений орденом «За мужність» III ступеня (22.1.2015).